# Municipio de Dewald
El municipio de Dewald (en inglés: Dewald Township) es un municipio ubicado en el condado de Nobles en el estado estadounidense de Minnesota. En el año 2010 tenía una población de 254 habitantes y una densidad poblacional de 2,73 personas por km².

## Geografía
El municipio de Dewald se encuentra ubicado en las coordenadas 43°37′44″N 95°45′21″O / 43.62889, -95.75583. Según la Oficina del Censo de los Estados Unidos, el municipio tiene una superficie total de 93.16 km², de la cual 93,06 km² corresponden a tierra firme y (0,11 %) 0,1 km² es agua.

## Demografía
Según el censo de 2010, había 254 personas residiendo en el municipio de Dewald. La densidad de población era de 2,73 hab./km². De los 254 habitantes, el municipio de Dewald estaba compuesto por el 95,28 % blancos, el 0,39 % eran afroamericanos, el 2,36 % eran de otras razas y el 1,97 % eran de una mezcla de razas. Del total de la población el 2,76 % eran hispanos o latinos de cualquier raza.